# Octave Tassaert

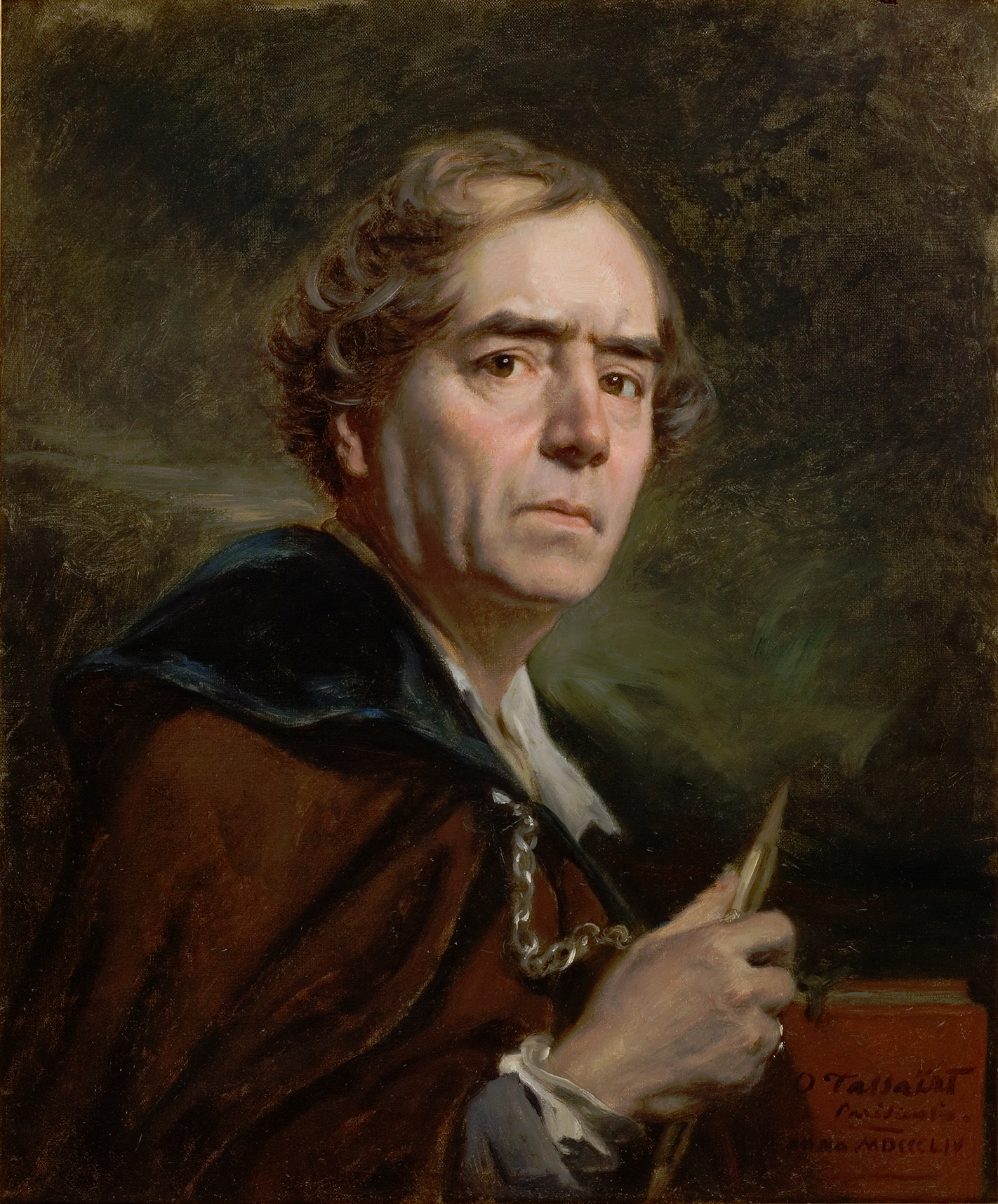
Autorretrato con pincel y paleta

Nicolas-François Octave Tassaert (26 de junio de 1800, París - 24 de abril de 1874, París) fue un pintor, grabador e ilustrador francés.

## Biografía
Nació en 1800 en París, en el seno de una familia de origen flamenco y varias generaciones de artistas (los Tassaert), Nicolas-François Octave Tassaert fue educado primero por su padre, Jean-Joseph-François Tassaert (ca. 1765 - 1835) y luego por su hermano mayor, el marchante de arte Paul Tassaert quien murió en 1855). 
En 1816 Octave aprendió el arte del grabado con Alexis-François Girard (1787-1870) y luego estudiaría en la Escuela de Bellas Artes (París) de 1817 a 1825, junto a Guillaume Guillon-Lethière (1860/32).

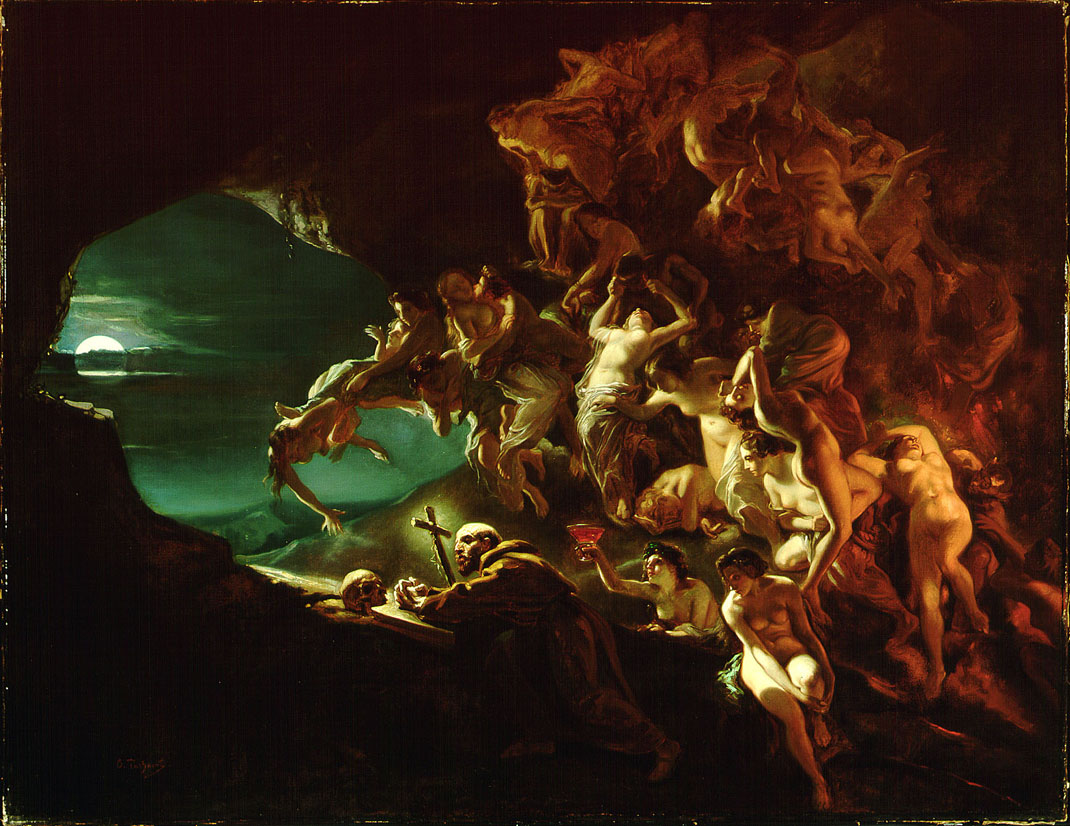
La tentación de San Hilarión, por Octave Tassaert, c.1857 (Montreal Museum of Fine Arts)

Tassaert se sintió decepcionado ya que nunca obtuvo el entonces afamado Premio de Roma (Prix de Rome) ni tampoco la Legión de Honor (Légion d'honneur). Entre finales de la década de 1820 y principios de la década de 1830 pintó algunos retratos y escenas históricas si bien para satisfacer sus necesidades económicas trabajó para distintas editoriales como grabador y litógrafo. Su primer gran éxito se produjo cuando el duque de Orleans compró una obra La Mort du Correggio en el Salón de 1834 en el Hermitage, San Petersburgo.
Aunque su participación en la Exposición de 1855 fue bien recibida por la crítica, Tassaert se fue alejando cada vez más del mundo del arte que él despreciaba y no expuso nada después de la del Salón de 1857. A pesar de que existían entonces algunos coleccionistas de sus obras, como Alfred Bruyas y Alexandre Dumas (hijo), el artista vendió en el año 1863 todas las obras de su taller, situado en la rue Saint Georges, al marchante de arte Pierre-Firmin Martin (Le Père Martin). Se convirtió en un alcohólico, dejó de pintar ya que su salud y su vista estaban muy dañadas. 
Estuvo tratándose de la vista en Montpellier, en 1865, tiempo durante el cual estuvo recuperándose y viviendo con el coleccionista de arte Alfred Bruyas. Pero después de su regreso a París su salud siguió siendo muy precaria. Empezó a escribir poesía, aunque la mayor parte de su producción literaria ha desaparecido. Desesperado, Tassaert se suicidó en 1874, en París, en su modesta casa del n.º 13 de la rue du Géorama (ahora rue Maurice-Ripoche) asfixiado por dióxido de carbono.

## Obra de Octave Tassaert
Octave Tassaert en muchas de sus obras denunciaba la injusticia social tocando la fibra emocional del espectador. Tassaert trabajaba especialmente las denominadas 'escenas de género', como en sus obras Le pauvre homme Prud'hon o Le grenier Correggio. 
Durante la década de 1850 tuvo éxito con las obras que representaban la vida de los pobres, las familias infelices, madres, niños moribundos o enfermos abandonados, sin embargo su trabajo no siempre recibió la aprobación de la crítica de su época.
Gauguin y Van Gogh reconocieron a Octave Tassaert como uno de sus maestros.

## Obras seleccionadas
- La muerte de  Correggio, 1834 - Salón de París, comprado por Duque de Orleans, Hermitage, San Petersburgo, Rusia.[4]
- Una familia desafortunada, 1849, Musée d'Orsay
- Una familia desafortunada o Suicidio, 1852, Musée Fabre, Montpellier
- El cielo y el infierno, 1850, Cleveland Museum of Art
- La cocina de los burgueses, 1854, Cleveland Museum of Art
- La mujer maldita, 1859

## Galería de pinturas y litografías

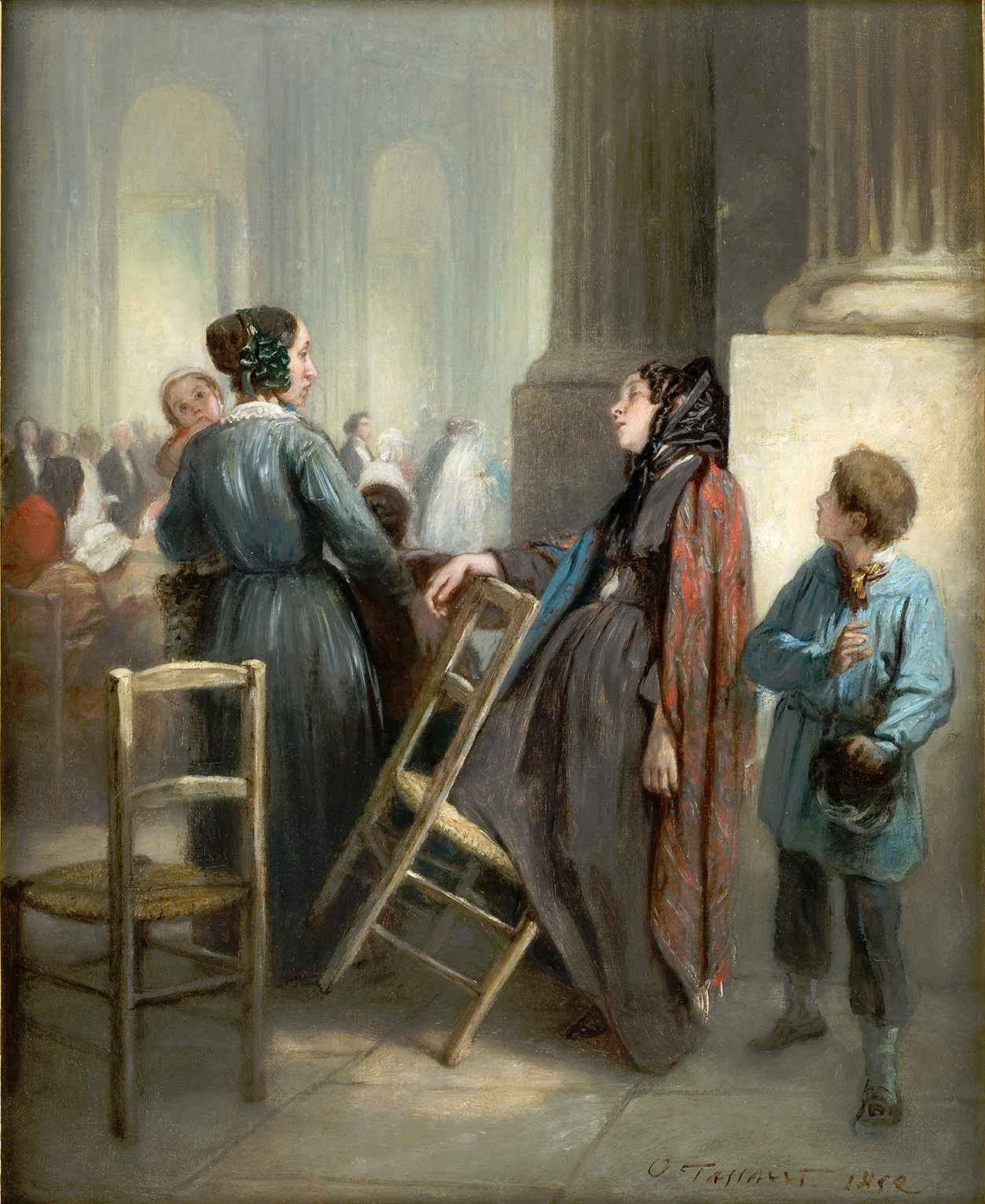
La mujer abandonada, 1852, Musée Fabre, Montpellier
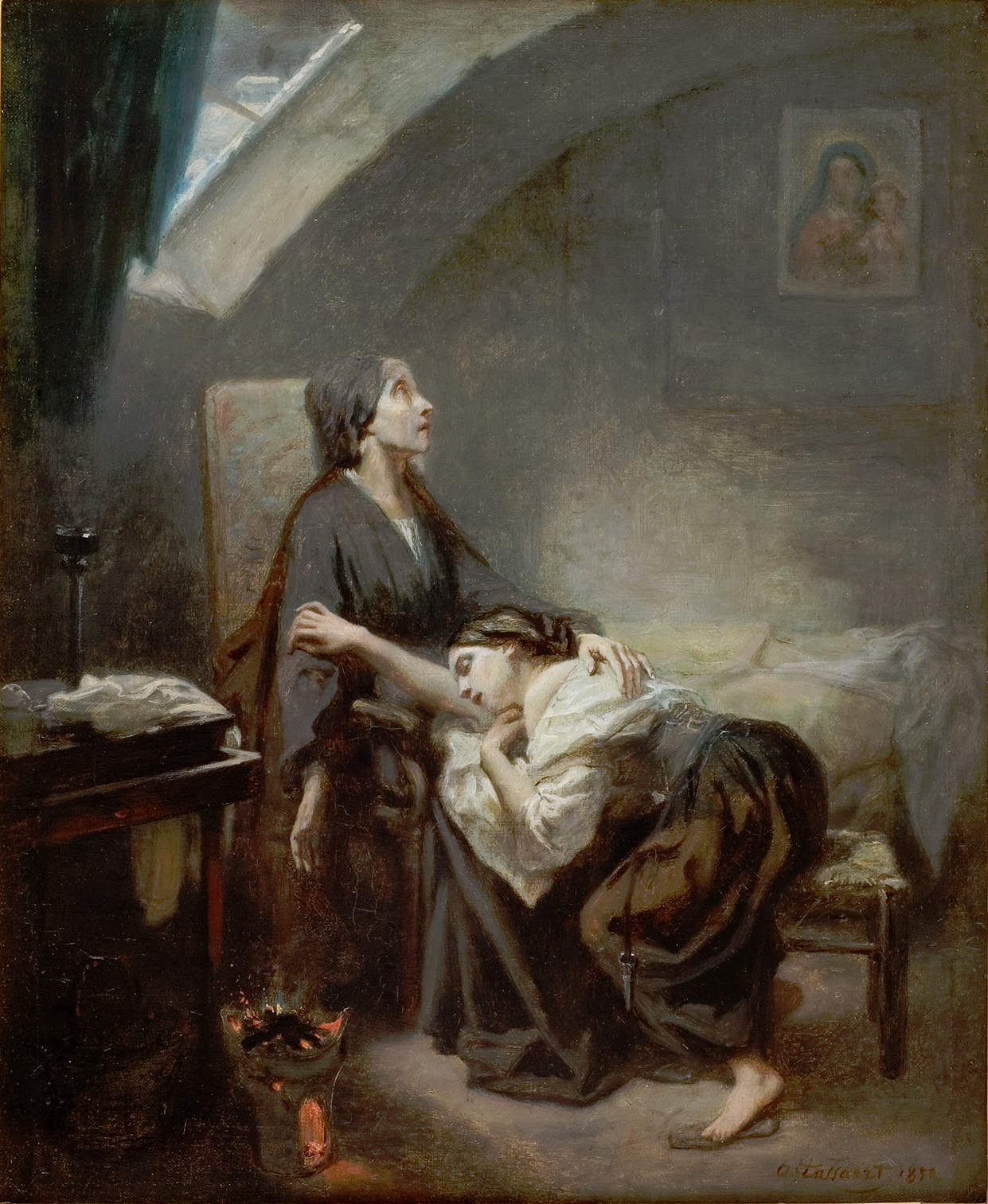
Una familia desafortunada o Suicidio, 1852, Musée Fabre, Montpellier
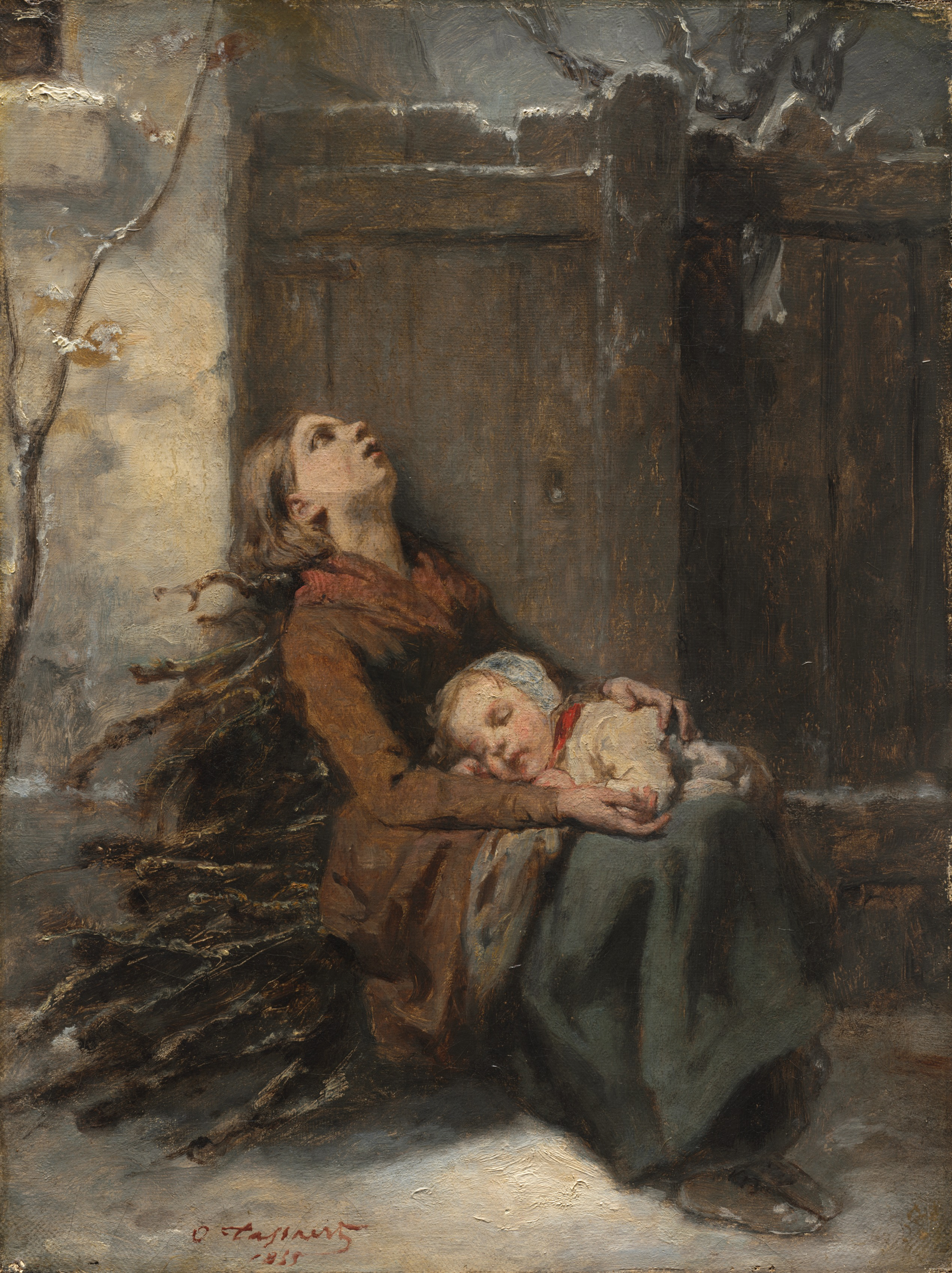
Madre indigente muerta sosteniendo a su hijo dormido en invierno, 1845, Cleveland Museum of Art
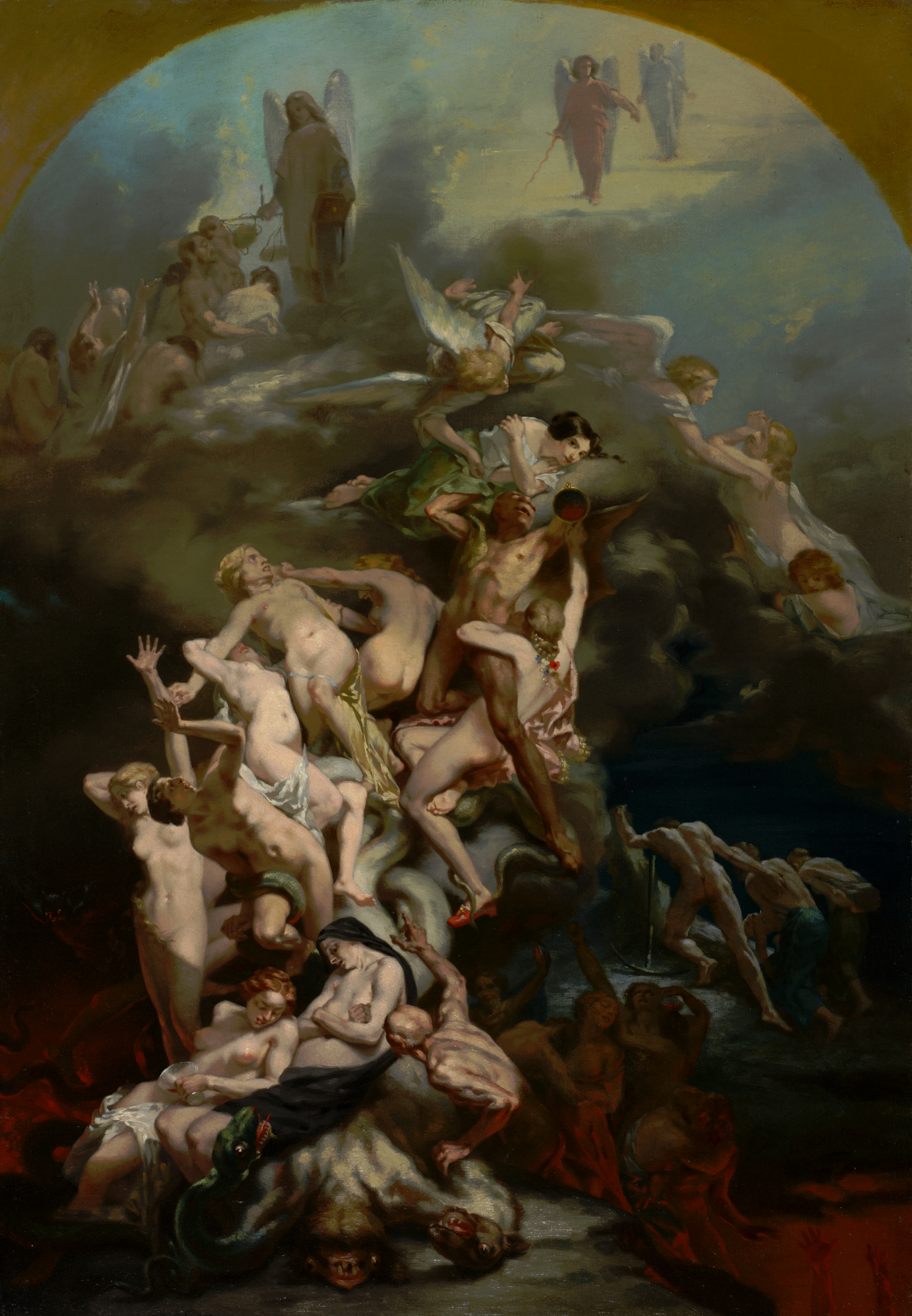
El cielo y el infierno, 1850, Cleveland Museum of Art
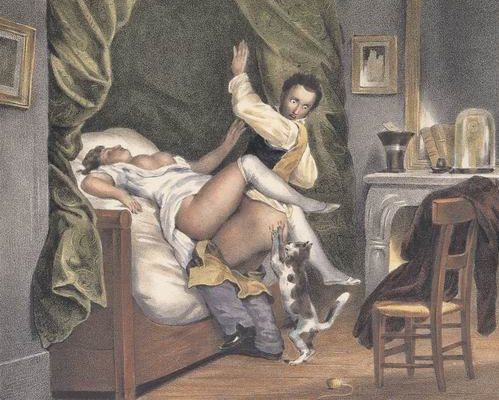
Le chat jaloux - Litografía, 1860
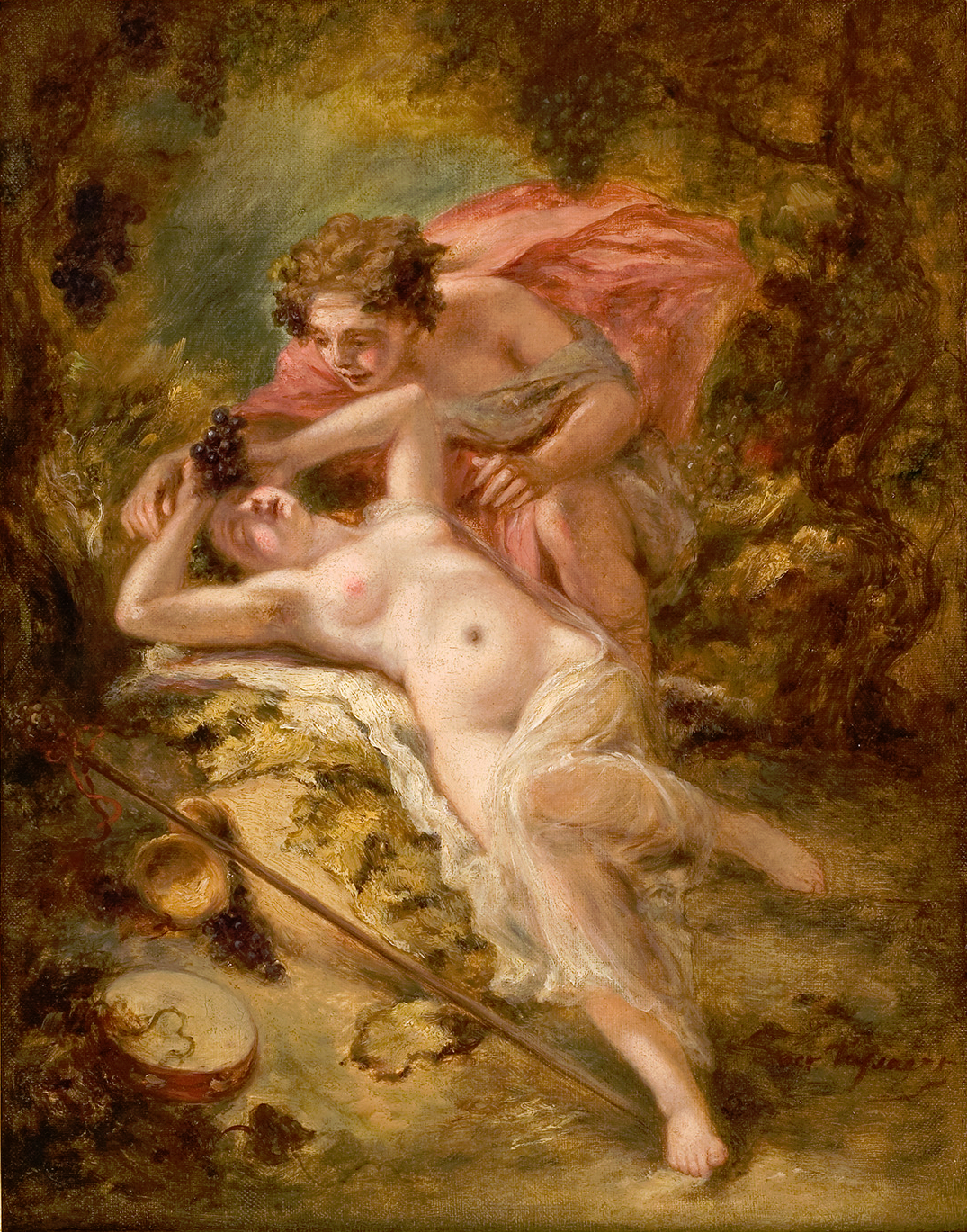
Baco y Erigone, 1850, Musée Fabre, Montpellier